# Orocrambus sophronellus
Orocrambus sophronellus là một loài bướm đêm trong họ Crambidae.